# Борго-Сан-Лоренцо
Борго-Сан-Лоренцо (итал. Borgo San Lorenzo) — город в Италии, располагается в области Тоскана, в провинции Флоренция.
Население составляет 17 748 человек (2008 г.), плотность населения составляет 121 чел./км². Занимает площадь 146 км². Почтовый индекс — 50032. Телефонный код — 055.
Покровителем коммуны почитается святой Лаврентий, празднование 10 августа.

## Демография
Динамика населения:

## Администрация коммуны
- Официальный сайт: http://www.comune.borgo-san-lorenzo.fi.it/